# Marciano de Heracleia
Marciano de Heracleia (Marcianus Heracleensis) foi um geógrafo grego menor da antiguidade tardia (século IV d.C.) As suas obras que se conservam são:
- Périplo do mar Exterior (Periplus maris externi), ed. Müller (1855), 515-562.
- Périplo de Menipo do mar Interior (Menippi periplus maris interni) (epitome Marciani), ed. Müller (1855), 563-572.
- Geografía de Artemidoro (Artemidori geographia) (epitome Marciani), ed. Müller (1855), 574-576.

| “ | Por volta de 527 d.C. (segundo Müller em Geographi graeci minores; Tomo 2º, p. XII), Marciano de Heracleia incluiu dados precisos de vias romanas, rios, montes, costas, cidades, etc.; mereceu da posteridade o conceito de superior entre todos os da sua época, pela diligência, bom juízo e esmero que despregou ao usar os estudos dos seus predecessores. Os seus escritos conhecidos são: 1) Um epítome de 11 livros à imitação de Artemidoro; 2) Outro epítome em três livros entressacado de um anterior périplo; 3) Um périplo de mar desenvolvido em dois livros; 4) Um tratado de distâncias de Roma às principais cidades então conhecidas. | ” |

| “ | Marciano de Heracleia (I, 2-3) oferece-nos uma longa lista: “escrevo após ter lido múltiplos périplos e de empregar muito tempo no seu estudo (…) Timóstenes de Rodes, que chegou a ser comandante-em-chefe da frota de Ptolemeu II após Eratóstenes, ao que chamaram Beta os diretores do Museu, além de Píteas, Isidoro de Cárax, o piloto Sosandro e Simeias …” Os escritos de muitos destes autores, que mereciam pouco crédito na informação de pormenor contribuída, e que, para além disso, tinham escasso valor literário, perderam-se irremissivelmente. Porém, está claro que estas narrações de viagens foram muito numerosas, sobretudo como plasmação de relatos orais. | ” |

## Opiniões de estudiosos a respeito das fontes
- Shipley, Graham. «Re-presenting the Minor Greek Geographers» (PDF) (em inglês). American Philological Association. O autor reclama uma iniciativa internacional para traduzir para o inglês, com comentários concisos, a obra de Carl Müller "Geographi Graeci Minores" (Paris: Firmin-Didot, 1855-1861)
- Vários autores. «Hanno and Pitheas, Hippocrates, Pseudo-Scylax, Stadiasmus Maris Magni» (PDF) (em inglês). American Philological Association. Observações de vários autores sobre as fontes de périplos e obras geográficas.